# Terje Valenkamph
Terje Theodor Valenkamph, född 13 augusti 1926 i Stockholm, död 6 februari 2006, var en svensk barn- ungdomsskådespelare.

## Filmografi
- 1943 – Kajan går till sjöss
- 1944 – Flickan och Djävulen
- 1944 – Som folk är mest
- 1945 – Rattens musketörer